# ناثانيل بوب
ناثانيل بوب هو محامي وقاضي وسياسي أمريكي، ولد في 5 يناير 1784 في لويفيل في الولايات المتحدة، وتوفي في 22 يناير 1850 في سانت لويس في الولايات المتحدة. نشط حزبياً في الحزب الجمهوري الديمقراطي. وقد انتخب Non-voting members of the United States House of Representatives ‏.